# Guadalupe Farfán
Rosario de Guadalupe Farfán Carreño (Lima, 9 de julio de 2004) es una actriz peruana, conocida por interpretar a July Flores en la serie de televisión Al fondo hay sitio.

## Biografía
Rosario de Guadalupe Farfán Carreño nació el 9 de julio de 2004 en la capital Lima, proveniente de una familia de raíces afroperuanas. Desde temprana edad, mostró su interés por la actuación en la cual comenzó a caracterizar diferentes personajes. Tras acabar la secundaria en el colegio estatal Nuestra Señora de la Esperanza, realizó sus estudios de artes escénicas en la Universidad Peruana de Ciencias Aplicadas complementando en los Talleres de Talentos de Del Barrio Producciones a cargo de la dirección de Pold Gastello y los talleres de actuación con Miguel Álvarez.
Farfán comenzó su carrera artística a la edad de dieciséis años participando en diferentes comerciales de televisión en 2020. Gracias a su experiencia, le ha permitido a emprender una carrera actoral, haciendo su debut como protagonista del cortometraje Sola de la mano de la productora local D'Causas Producciones en 2021. 
Pero no fue hasta el año siguiente cuando Farfán ingresa al reparto principal de la teleserie Al fondo hay sitio, alcanzando así el estrellato con el personaje de la estudiante de enfermería July Flores, la sobrina de Rosario «Charo» Flores.Fruto de su fama en la ficción, en ese mismo año participó en los musicales El niño que nunca creció como Tigrilla, la princesa de los indiosy Dónde está el trineo.
En el año 2023, asume el protagónico de la otra producción teatral Sirena, el musical del mar compartiendo escena con Ebelin Ortiz y Vicenzo Leonardi. Seguidamente, protagoniza con Luis Baca el montaje juvenil Mucha mier donde interpreta a «Cloe», una chica aficionada del teatro que estuvo acompañada de sus tres amigos para demostrar sus respectivos talentos al 100 %. Además, Farfán se suma a la micro obra Devolución protagonizando con el actor Joel Calderón.
En el año 2024, fue protagonista de la obra musical Cuéntame, compartiendo roles con los actores Daniel Menacho y Daniela Olaya.

## Filmografía

### Cine
| Año  | Título | Personaje | Notas                         |
| ---- | ------ | --------- | ----------------------------- |
| 2021 | Sola   | Camila    | Rol protagónico, cortometraje |

### Televisión
| Año           | Título             | Personaje         | Emisión            | Notas         |
| ------------- | ------------------ | ----------------- | ------------------ | ------------- |
| 2022-presente | Al fondo hay sitio | July Flores Sulca | América Televisión | Rol principal |

### Teatro
| Año  | Título                     | Personaje | Notas             |
| ---- | -------------------------- | --------- | ----------------- |
| 2022 | El niño que nunca creció   | Tigrilla  | Rol coprotagónico |
| 2022 | Dónde está el trineo       |           | Rol principal     |
| 2023 | Sirena, el musical del mar | Siena     | Rol protagónico   |
| 2023 | Mucha mier                 | «Cloe»    | Rol protagónico   |
| 2023 | Devolución                 |           | Rol protagónico   |
| 2024 | Cuéntame                   |           | Rol protagónico   |